# Christian Tappan
Christian Tappan Sorzano (Ciutat de Mèxic, 19 de febrer de 1972) és un actor mexicà-colombià conegut per la seva participació en telenovel·les mexicanes i colombianes. Va començar la seva trajectòria en la televisió i va aconseguir collir posteriorment èxit al cinema i en els seriats, obtenint nombrosos premis i honors, inclosos els premis Índia Catalina, i Premis Platino, sumat a diverses nominacions incloent la de millor actor als International Emmy Awards.

## Biografia
Fill del director i productor mexicà Alfredo Tappan. Va viure els seus primers 5 anys en la Ciutat de Mèxic on va participar en diversos comercials de televisió. Durant la seva infantesa, els seus pares ho van introduir en el món de la publicitat, i als 6 anys en arribar a Colòmbia va fer part de l'elenc de la telesèrie Décimo Grado en la dècada dels 80, va pertànyer al grup de teatre infantil Monachos de María Angélica Mallarino i va participar de musicals i obres teatrals en la seva adolescència. A principis de la dècada de 1990, Christian va formar part de la sèrie Padres e hijos (1993-), de la comèdia juvenil O todos en la cama (1994) amb Andrea López, i a telenovel·les com La otra raya del tigre (1993) i Copas amargas (1996), entre d'altres.
Per a 1996, se'n va anar a Mèxic a complementar els seus estudis d'actuació en l'acadèmia de Televisa (CEA), també ha realitzat estudis d'Art Dramàtica i Disseny i Producció de Televisió a Colòmbia.
Va participar en la telenovel·la colombiana Vecinos on va interpretar a ponxo sobrenomenat boliqueso per la seva cabellera vermellosa, un personatge que l'ha marcat davant el públic, de tal manera que encara el criden pel carrer Epa Boliqueso!. Porta 29 anys en la televisió.
En 2021 va participar en la sèrie de Netflix, El robo del siglo, interpretant a Jairo Molina. er la seva actuació va ser guanyador del Premi Platino al "millor actor" i va estar nominat en els premis Emmys internacionals. Així mateix, va figurar com un dels protagonistes de la sèrie original de Disney+, Siempre fui yo, interpretant al Faraón, pare de Lupe (Karol Sevilla).
En 2022, el portal Deadline va anunciar que Tappan acompanyaria Sofía Vergara a Griselda, una sèrie sobre la narcotraficant Griselda Blanco produït per Netflix.

## Filmografia

### Televisió
- Griselda (2022) — Arturo

- Siempre fui yo[5] (2022) — Silvestre "El Faraón" Díaz
- Primate[6] (2022) — William Díaz / William Days
- La venganza de las Juanas[7] (2021) — Procurador Sánchez
- La negociadora[8] (2021) — Cicerón
- De brutas, nada[9] (2020) — Sr. Pacheco
- El robo del siglo[10] (2020) — Jairo Molina Valencia 'El Abogado'
- Operación Pacífico (2020) — Mayor Ernesto Vargas
- Decisiones: Unos ganan, otros pierden (2019) — Profesor Miguel Sandi
- Snowfall (2019) — Rigo Vasco
- La Reina del Sur 2 (2019) — Willy Rangel

- Maria Magdalena (2018-2019) — Juan «El Bautista»
- Distrito salvaje (2018-2019) — Alias Apache

- Paraíso Travel (2018) — Gonzalo Acuña
- La fiscal de hierro (2017) — Francisco Miranda
- La hermandad (2016-2017) — Gorka Marín
- Cuando vivas conmigo (2016) —Felicito Yanequé
- Narcos (2015-2016) — Kiko Moncada
- El señor de los Cielos (2015-2016) — Gustavo Gaviria
- La tusa (2015)
- La esquina del diablo (2015) — Ángel Velasco
- Fugitivos (2014) — Steve Houston
- La suegra (2014) — Bernardo Burgos Maldonado
- Escobar, el patron del mal (2012) — Gonzalo Gaviria
- La promesa (2012) — Roberto Aristizábal
- La bruja (2011) — Luis Carlos Estrada
- La Reina del Sur (2011) — Anthony Smith / «Williy Rangel»
- Las trampas del amor (2011) — Dr. Montes
- El clon (2010) — Raúl Escobar
- El capo (2009) — Claudio
- Vecinos (2008-2009) — Alfonso «Poncho» María Craus
- Sin senos no hay paraíso (2008-2009) — Octavio Rangel
- El cartel (2008) — Caremico
- Zorro: la Espada y a rosa (2007) — Javier
- Sobregiro de amor (2007) — Horacio Pérez
- El ventilador (2007) — Fotógrafo
- Criminal (2006) — Santibañes
- Amores de mercado (2006) — Gerardo
- Floricienta (2006) — Fernando (mánager)
- ¡Anita, no te rajes! (2005) — padre Francisco
- Decisiones (2005) — Josefo
- Amor descarado (2003) — Basilío Concha
- No renuncies Salomé (2002) — Juan Pablo
- Mujer, casos de la vida real (2001-2002) — varios personajes
- El precio del silencio (2001)
- Amigas y rivales (2001)
- Diseñador ambos sexos (2001) — psiquiatra de “Juan Felipe Martínez"
- Ramona (2000) — Colorado
- El secreto de Alejandra (1997) — David
- Copas amargas (1996)
- O todos en la cama (1996) —Miguel
- Expedientes (1994)
- La otra raya del tigre (1993)
- Padres e hijos (1993)
- El pasado no perdona (1990-1991)
- Décimo Grado (1986-1991)

## Premis i nominacions

### Premis India Catalina
| Any  | Categoria                                            | Telenovel·la o sèrie       | Resultat  |
| ---- | ---------------------------------------------------- | -------------------------- | --------- |
| 2020 | Millor actor antagònic de telenovel·la o sèrie       | Distrito salvaje 2         | Nominat   |
| 2017 | Millor actor protagonista de telenovel·la o sèrie    | Cuando vivas conmigo       | Nominat   |
| 2014 | Mejor actor de reparto de telenovel·la o serie       | La promesa                 | Guanyador |
| 2013 | Millor actor de repartiment de telenovel·la o sèrie] | Escobar, el patrón del mal | Guanyador |

### Premis TVyNovelas
| Any  | Categoria                                 | Telenovel·la o Sèrie | Resultat |
| ---- | ----------------------------------------- | -------------------- | -------- |
| 2015 | Millor actor protagonista de telenovel·la | La suegra            | Nominat  |
| 2015 | Millor actor antagonista de telenovel·la  | Fugitivos            | Nominat  |
| 2014 | Millor Actor Repartimrny de Sèrie         | La promesa           | Nominat  |

### Premis Talento Caracol
| Any  | Categoria    | Telenovel·la o Sèrie | Resultat |
| ---- | ------------ | -------------------- | -------- |
| 2015 | Millor Vilà  | Fugitivos            | Nominat  |
| 2012 | Millor Actor | La Reina del Sur     | Nominat  |

### Premis Platino
| Any  | Categoria                                        | Sèrie              | Resultat  |
| ---- | ------------------------------------------------ | ------------------ | --------- |
| 2020 | Millor Actor de repartiment de minisèrie o sèrie | Distrito salvaje 2 | Nominat   |
| 2021 | Millor Actor de repartiment de minisèrie o sèrie | El Robo del Siglo  | Guanyador |

### International Emmy Awards
| Any  | Categoria                       | Telenovel·la o Serie | Resultat |
| ---- | ------------------------------- | -------------------- | -------- |
| 2021 | Millor Interpretació d’un actor | El Robo del Siglo    | Nominat  |